# Свети Атанасий (Криводол)
Вижте пояснителната страница за други значения на Свети Атанасий.
„Свети Атанасий“ или „Свети Атанас“ (на гръцки: Αγίου Αθανασίου Καλλιθέας) е възрожденска църква в драмското село Криводол (Калитеа), Гърция, част от Зъхненската и Неврокопска епархия. Църквата е изградена в 1835 година според малка плочата на южната стена до югоизточния ъгъл. В архитектурно отношение храмът е трикорабна базилика с дървен покрив, женска църква и трем на западната и част от южната страна. Женската църква във формата на П е със самостоятелен вход от север. В 1869 година е изградена самостоятелна камбанария. В двора на църквата е старото училище, изградено според устни сведения в 1866 година.
Според Георги Стрезов в 1891 година църквата е подчинена на Вселенската патриаршия.